# میرچکک
میرچکک، روستایی از توابع بخش جره و بالاده شهرستان کازرون در استان فارس ایران است.روستا در نزدیکی دریاچه پریشان قرار دارد و مردم به کشاورزی و دامپروری مشغول هستند.دارای آب و هوای گرم در تابستان میباشد. زبان مردم هم گویش لری میباشد.

## جمعیت
این روستا در دهستان فامور قرار دارد و براساس سرشماری مرکز آمار ایران در سال ۱۳۸۵، جمعیت آن ۱۶۵ نفر (۳۶خانوار) بوده‌است.